# Ricardo Santander Batalla
Ricardo Santander Batalla (Valparaíso, 17 de julio de 1920-Viña del Mar, 3 de abril de 2010) fue un escultor y escritor chileno.

## Biografía
Nació en Valparaíso en el año 1920, y creció en el seno de una familia constituida por 10 hermanos. Su madre fue Laura Batalla y su padre Alberto Santander. A la edad de 14 años ingresó a la Escuela de Bellas Artes de Viña del Mar (BB.AA) a estudiar dibujo y pintura con los maestros Arturo Gordon, Agustín Abarca y Jorge Madge. Sus inicios en la escultura estuvieron a cargo de los maestros Guillermo Mosella y Maximiliano Vásquez.

### Carrera profesional
En 1940 asumió como profesor de escultura en el BB.AA. de Viña del Mar, cargo que desempeñaría hasta 1960. Entre 1953 y 1954, viajó a Madrid a perfeccionar sus estudios en la Real Academia de Bellas Artes de San Fernando, becado por el entonces Instituto Chileno Hispánico. Durante ese tiempo aprovechó de conocer y estudiar importantes museos, entre ellos el Museo del Louvre y el Museo del Prado.
Respecto a su formación en España, posteriormente comentaría que fueron los museos quienes le entregaron un verdadero aprendizaje, y no sus contemporáneos escultores españoles, pues consideraba que su formación profesional, aquella recibida en Chile, había sido bastante buena.
En el año 1959, ingresó a la masonería llegando a ser maestro, pero sus doctrinas no lo convencieron terminando por abandonar la institución.
Posteriormente, asumió como director y conservador de la Escuela de Bellas Artes y del Departamento de Arte y Cultura de la Ilustre Municipalidad de Viña del Mar. En cuanto a su labor como gestor cultural fue integrante y asesor de: la Comisión Organizadora de la Bienal de Arte de Valparaíso, la Comisión Organizadora del Concurso Laboral de Pintura de la Caja de Compensación Javiera Carrera, el Concurso de celebración de los "Cien años del Club Naval", y del Concurso Anual de Pintura de la Organización Hotelera Panamericana. Además participó en la creación y organización de la Sala de Exposiciones y la Feria de Artesanía de Viña del Mar.

### Muerte
En su hogar de Viña del Mar y en compañía de sus seres queridos, falleció la madrugada del sábado 3 de abril de 2010, producto de un infarto. Sus restos fueron sepultados en el Cementerio N°3 de Playa Ancha, luego de una misa que se realizó en la Capilla del Sanatorio Marítimo San Juan de Dios.

## Obra

### Como escultor
Practicó el realismo, pero un realismo idealizado, embelleciendo lo que contemplaba. En cuanto a la materialidad utilizada, trabajó con: madera, bronce, mármol, terracota y escayola. El tamaño de sus piezas era variable; creando esculturas de pequeño, mediano y gran formato.
Varias de sus creaciones son monumentos situados en lugares públicos y otras de sus obras se encuentran en museos nacionales ,instituciones militares, regiones y también en Perú.

#### Monumentos Públicos

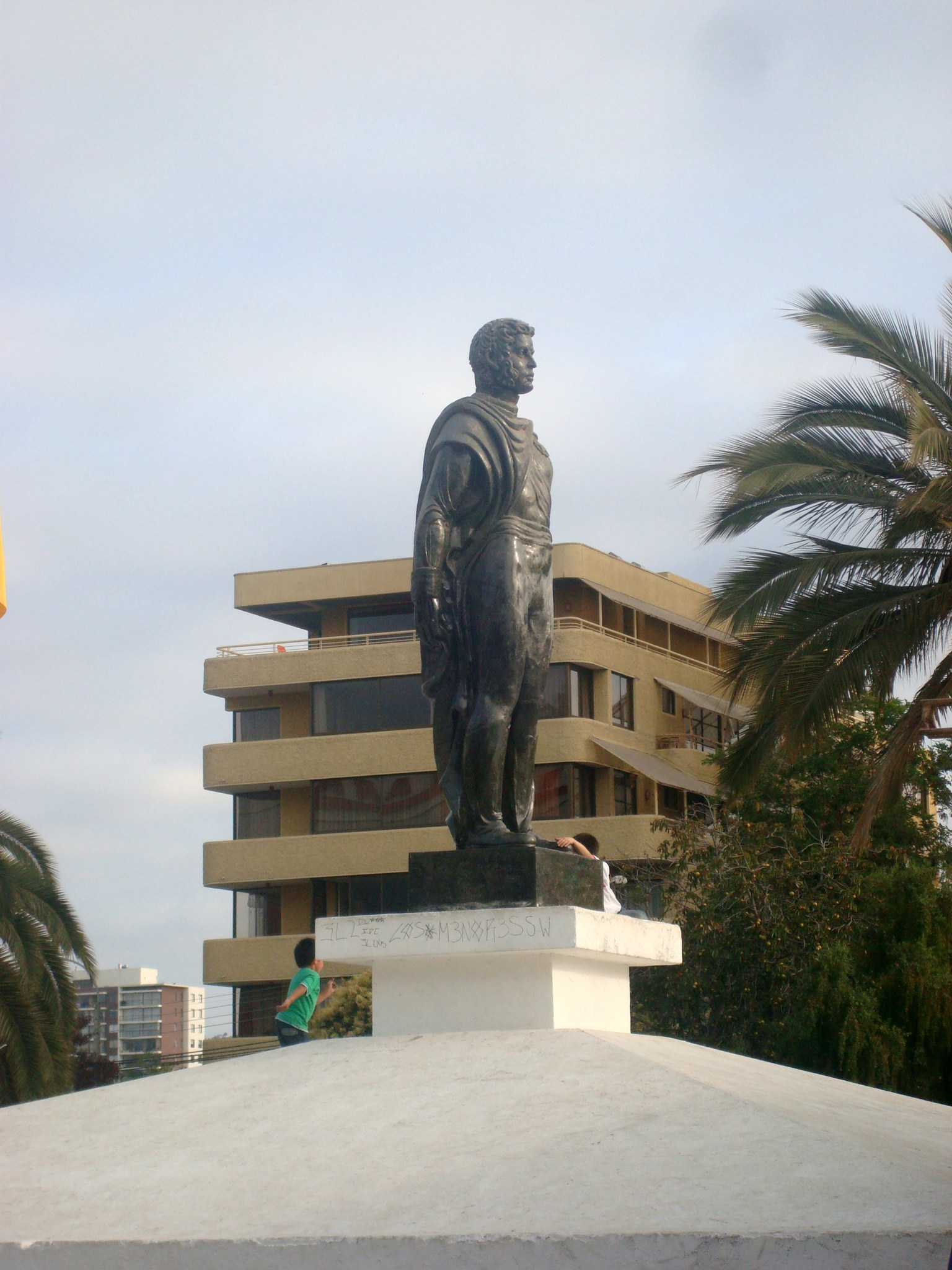
Monumento Bernardo O'Higgins Riquelme, ubicado en la plaza del mismo nombre, Viña del Mar.

- Monumento Bernardo O’Higgins Riquelme (1981,bronce; Plaza Bernardo O’Higgins, Viña del Mar)
- Monumento Diego Portales (1986, bronce; Avenida Brasil, Valparaíso)
- Monumento Gibran Khalil Gibran (1987, bronce; Avenida La Marina, Viña del Mar)
- Monumento Arturo Prat (1987, bronce; Parque Cadete Arturo Prat, San Carlos)
- Monumento Fray Camilo Henríquez (1999, bronce; Avenida Brasil, Valparaíso)

### Como escritor
Paralelo a la escultura, el porteño-viñamarino desarrolló una particular faceta como escritor a través de la publicación de dos libros: ¿Fue Jehová un cosmonauta? Y ¿Fuimos extraterrestres?
El primer título, editado en España por Plaza & Janes, fue publicado en el año 1974, convirtiéndose prontamente en un éxito en ventas; en España llegó a vender 50.000 copias y en Chile tuvo una venta superior a la esperada, agotándose en la Feria del Libro de Santiago. A pesar del éxito, las ganancias monetarias para Santander habrían sido mínimas; tan solo 9 mil pesos después de dos ediciones.
En ¿Fue Jehová un Cosmonauta? el autor analiza diferentes pasajes de la Biblia y hechos que en la interpretación oficial del texto sagrado se han considerado como sobrenaturales, Santander pasa a interpretarlos como hechos tangibles, cambiando la naturaleza de sus personajes, «que de etéreos se convierten en carnales; de celestiales, en supercivilizados», es así como Jehová podría ser un enviado de otro mundo y las ruedas voladoras mencionadas en la Biblia, naves espaciales venidas de otras galaxias. 
La obra de J.J Benítez Los astronautas de Yahvé, publicada en el año 1980, resultó ser muy similar a ¿Fue Jehová un cosmonauta?, respecto a un posible plagio, el porteño-viñamarino contó que el escritor hispano había estado en su hogar de Viña del Mar para comentarle que su libro le había parecido muy interesante y justo un tiempo después publicó Los astronautas de Yahvé; a juicio de Santander, Benítez se agarró de su obra.
La segunda obra de Santander fue publicada en el año 1994 por Editorial Universitaria. En ella además de analizar la Biblia, examina el Libro de Mormón y leyendas amerindias, llegando a proponer que la vida en la Tierra se originó gracias a una intervención extraterrestre. En cuanto a las críticas que recibió, a pesar de que la obra fue considerada «interesante», provista de una «visión novedosa» y de una «originalidad que no puede dejar a nadie indiferente», se le reprochó el que sus teorías «se fundamentan más que nada en lucubraciones y en análisis inteligentes» basándose en «supuestos científicos que no se sostienen».
Gracias a la publicación de su primera obra, Ricardo Santander se convirtió en un «pionero de esta forma literaria» y no se consideró un escritor de ciencia ficción, sino de ciencia-deducción.

## Premios
- Primer Premio del Salón de Verano de Viña del Mar.
- Primer Premio del Salón de Primavera de Las Condes.
- Premio Grecia del Salón de Verano de Viña del Mar.
- Premio Grecia del Salón de Verano de Viña del Mar.
- Premio Regional de Arte de Valparaíso, 1979.

En el año 1991 fue nominado al Premio Nacional de Arte.